# Milka Ankerst
Milka Ljiljak Ankerst, slovenska šahistka, * 6. april 1942. 
Kot članica slovenske reprezentance je nastopila na  šahovski olimpijadi v letih 1992, 1996, 1998 in 2002 ter evropskem ekipnem prvenstvu leta 1992. Januarja 1988 je dosegla svoj najvišji rating 2260. V letih 1959, 1964, 1965 in 1966 je osvojila republiško prvenstvo Slovenije.